# SMS Lützow
Az SMS Lützow (ejtsd: Lücó) a Német Császári Haditengerészet által az első világháború előtt építtetett Derfflinger-osztályú csatacirkáló – korabeli német besorolással nagycirkáló (Großer Kreuzer) – volt, amely az elavult Kaiserin Augusta védett cirkáló pótlására készült. 1913. november 29-én bocsátották vízre, de hajtóműproblémái miatt csak 1916-ban állt szolgálatba véglegesen. Osztálya vezérhajójától, a Derfflingertől abban különbözött, hogy törzsébe beépítettek még egy vízzáró rekeszt, illetve fegyverzetét kiegészítették még egy pár 15 cm-es ágyúval. Nevét a napóleoni háborúk porosz tábornoka, Ludwig Adolf Wilhelm von Lützow után kapta.
A Lützow 1915. augusztus 8-án kezdte meg próbaútjait, de hajtóművének sérülése miatt csak a következő év márciusában tudott csatlakozni kijelölt alakulatához, az I. felderítőcsoporthoz (Aufklärungsgruppe I) A késedelem miatt csak a Yarmouth és Lowestoft elleni rajtaütésben vehetett részt 1916. április 24–25-én, majd ezután Franz Hipper tengernagy zászlóshajója lett. Egy hónappal később, május 31-én részt vett a skagerraki csatában. Az ütközet során a Lützow elsüllyesztette a brit HMS Invincible csatacirkálót és részt vett a Defence páncélos cirkáló elsüllyesztésében. Eközben azonban a német hajó is súlyos sérülést szenvedett, orrterét elöntötte a víz, így a csata után, mivel képtelen lett volna visszatérni a német kikötőkbe, evakuálását követően kísérője, a G 38 torpedónaszád két torpedóval elsüllyesztette.

## Konstrukciója

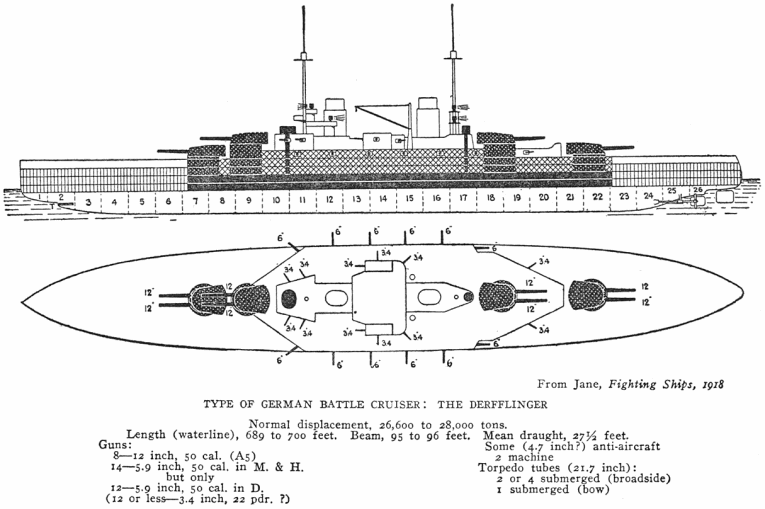
Derfflinger-osztályú csatacirkáló metszeti rajza

A csatacirkáló teljes hossza 210,4 méter, szélessége 29 m, merülése elől 9,2 m, a hátsó részén 9,56 m volt. Tervezet vízkiszorítása 26 600 t , teljes terhelés melletti vízkiszorítása 26 741 t volt. Meghajtását négy Parsons-féle gőzturbina végezte, amelyek számára 18 Schulz-Thornycroft kazán szolgáltatta a gőzt, közülük 14 volt széntüzelésű és 4 olajtüzelésű. Tervezett teljesítménye 63 000 le (46 336 kW) volt, de a próbajáratain elérte a 79 881 lóerőt (59 567 kW), ami  26,4 csomós csúcssebességet tett lehetővé. 14 csomós utazósebességgel haladva 10 400 km megtételére volt képes szénfelvétel nélkül.
Fő fegyverzete négy lövegtoronyba osztott nyolc 30,5 cm űrméretű, 50 kaliberhosszúságú gyorstüzelő ágyúból állt. A másodlagos fegyverzethez 14, külön kazamatákban egyesével elhelyezett 15 cm-es, 45 kaliberhosszúságú löveg valamint 8 darab, külön talpazatokon elhelyezett 8,8 cm-es, 45 kaliberhosszúságú légvédelmi ágyú és 4 db 60 cm-es torpedóvető cső tartozott.
A vízvonal menti övpáncél vastagsága a központi citadella mentén (a lőszerraktáraknál és a hajtóműveknél) 300 mm, a fedélzeti páncélzat 30-80 mm volt, mely elosztásból a vastagabb részek középen voltak és a fedélzet peremén voltak a vékonyabbak, ahol megdöntve csatlakoztak a páncélöv felső részéhez. A lövegtornyok elől 270 mm, a közepes lövegek kazamatáinak lövegpajzsai 150 mm, az elülső parancsnoki torony oldalai 300 mm vastagok voltak.
A fedélzetén 1182 fő teljesített szolgálatot, köztük 44 tiszt. A felderítőcsoportjának zászlóshajójaként ehhez jött még további 14 tiszt és 62 sorállományú.

## Szolgálata

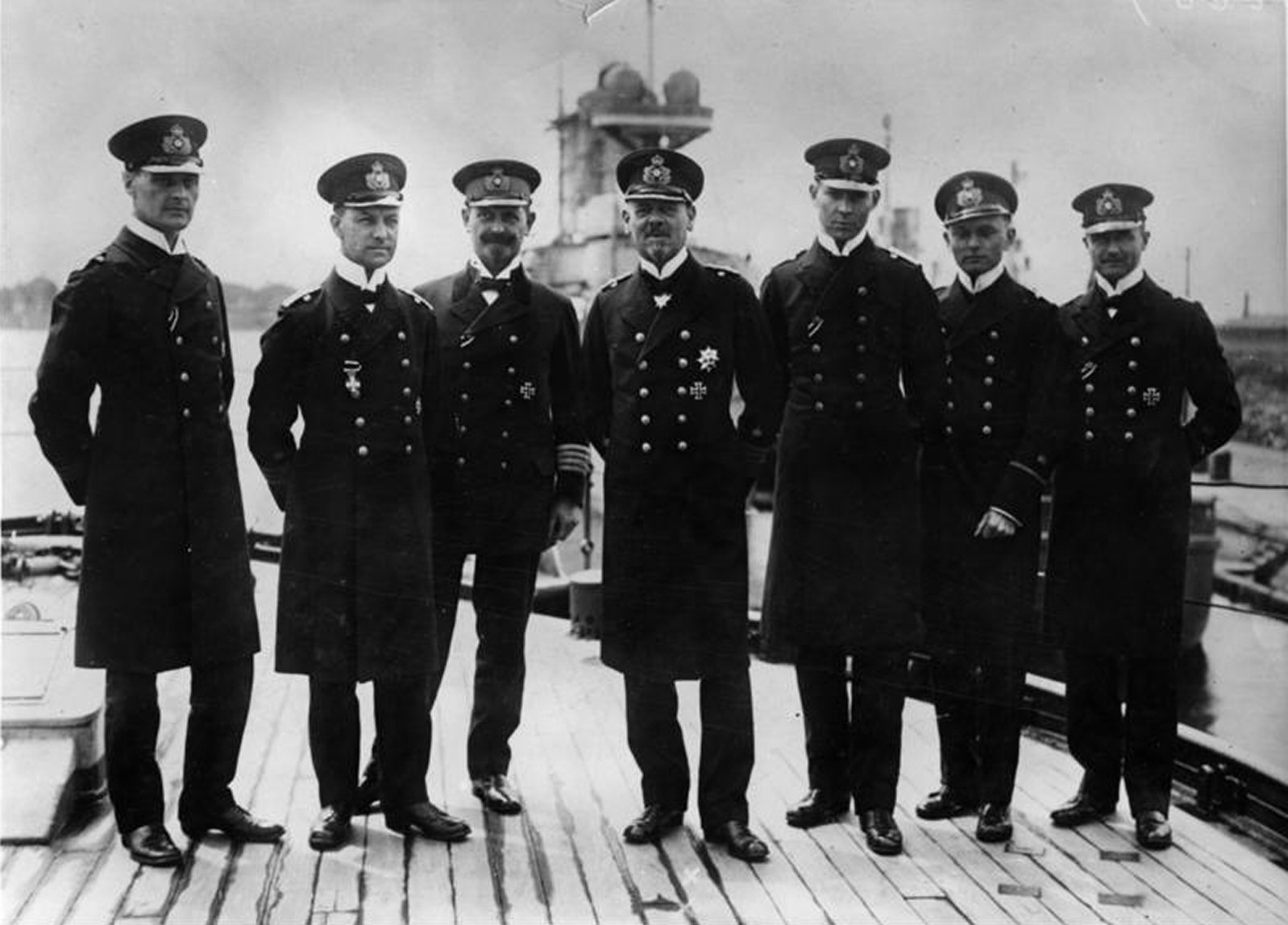
Hipper altengernagy (középen) és stábja 1916-ban

A Lützow-t névleg a 20 éves Kaiserin Augusta védett cirkáló pótlása céljából rendelték. 1912 májusában kezdték el építését a danzigi Schichau-Werft vállalat hajógyárában, majd 1913. november 29-én bocsátották vízre. Próbajáratait 1915. augusztus 8-án kezdte meg, és augusztus 23-24-én a G 192, G 194 és G 196 jelű rombolók biztosítása mellett áthajózott Kielbe, ahol befejezték felszerelését és megkapta fegyverzetét. Szeptember 13-án kezdte meg próbajáratait, közte a torpedókilövési gyakorlatokat szeptember 15-én és a tüzérségi gyakorlatokat október 6-án. További próbaútjait végezve október 25-én az egyik alacsony nyomású gőzturbinája súlyosan megrongálódott.  Javítása Kielben történt és 1916 januárjáig eltartott, ami után újabb próbautakra indult, amelyeket február 19-én fejezett be. A Lützow-t ezután március 20-án az I. felderítőcsoporthoz osztották be; egységéhez négy nappal később érkezett meg. A Lützow első és egyetlen parancsnoka Victor Harder sorhajókapitány volt. 
Április 24-én a Lützow a Seydlitz és a Moltke csatacirkálók társaságában kihajózott az Északi-tengerre és az Amrum-pad keleti végénél cirkáltak, mivel brit rombolókat jelentettek ebben a körzetben. Két nappal később ismét az Amrum-padhoz hajózott ki a Lützow. E hadművelet közben egy brit tengeralattjáró megpróbálta megtorpedózni, de nem járt sikerrel. Friedrich Boedicker ellentengernagy, az I. felderítőcsoport helyettes vezetője március 29. és április 11. között átmeneti jelleggel a Lützow-n vonta fel a lobogóját. Április 21-22-én a csatacirkáló a Nyílttengeri Flotta kötelékében részt vett egy északi-tengeri bevetésen, de ennek során nem találkoztak brit hadihajókkal.

### Yarmouth és Lowestoft lövetése
A Lützow első jelentősebb éles bevetése Yarmouth és Lowestoft angol városok katonai jelentőségű célpontjai elleni támadás volt április 24–25-én. Az I. felderítőcsoport parancsnoka, Franz Hipper ellentengernagy éppen beteg volt, ezért az akciót Friedrich Boedicker ellentengernagy vezette. A Seydlitz (Boedicker zászlóshajója), a Derfflinger, a Lützow, a Moltke és a von der Tann csatacirkálók hat könnyűcirkáló és két romboló-flottilla kíséretében április 24-én, 10:55-kor hagyták el a Wilhelmshaven melletti Jade-öblöt. A flotta főerőinek néhány egysége 13:40-kor hajózott ki, hogy távolról támogassa az akciót. A brit admiralitás a rádióadások lehallgatásával tudomást szerzett a készülő német hadműveletről és 15:50-kor útnak indították a brit főerőket tömörítő Grand Fleetet.
14:00-ra Boedicker hajói megközelítették a kelet-fríziai Norderney szigetét, ahol északnak fordultak, hogy elkerüljék a Terschelling szigetén lévő holland megfigyelőpontot. 15:38-kor a Seydlitz aknára futott, ami 15 méter hosszú rést ütött a törzsén, és 1400 tonnányi víz ömlött be a hajótérbe. Emiatt a Seydlitz könnyűcirkálók által fedezve 15 csomós sebességgel visszaindult a honi kikötőbe. A másik négy csatacirkáló visszafordult Norderney irányába, hogy kikerüljék az aknamezőt. 16:00-ra a Seydlitz helyzetét stabilizálták, és megálltak, hogy a V 28 torpedónaszád átszállíthassa Boedickert a Lützow-ra.
Másnap, április 25-én hajnali 04:50-kor a német hajók megközelítették Lowestoftot, miközben a déli szárnyat alkotó Rostock és Elbing könnyűcirkálók észrevették a Reginald Tyrwhitt parancsnoksága alatt lévő, könnyűcirkálókból és rombolókból álló harwichi hajórajt (Harwich Force). Boedicker figyelmét ezen erők feltűnése nem vonta el, és hajóival a kijelölt parti célpontokat lövette. A lövetésben megsemmisült két 15 cm-es partvédő löveg, de a város épületeiben is károk keletkeztek. Eközben a Moltkét is eltalálta egy válaszul kilőtt 15 cm-es töltet, de nem szenvedett jelentős sérülést.
05:20-kor a német hajóraj észak felé távozott, és 22 perccel később elérték Yarmouth-t. A láthatóság annyira rossz volt, hogy csak egy sortüzet adtak le a (a Derfflinger kivételével, amely összesen 14-szer lőtt). A csatahajók ezután ismét délnek fordultak, ahol 05:47-kor ismét találkoztak Tyrwhitt Harwich felől érkező kötelékével, amely időközben megtámadta a hat német könnyűcirkálót és a felderítőhajókat. Boedicker hajói 12 km-ről tüzet nyitottak, mire Tyrwhitt azonnal visszavonult dél felé, ám a Conquest így is súlyos sérüléseket szenvedett. Mivel eközben jelentést kaptak, hogy brit tengeralattjárók torpedókkal támadtak német hajókat, Boedicker feladta az üldözést, és keletnek fordult a német flotta főerői irányába; utóbbi szintén visszatért a német kikötőkbe, mert figyelmeztették, hogy a brit flotta kifutott Scapa Flow-i bázisáról.

### A skagerraki csata

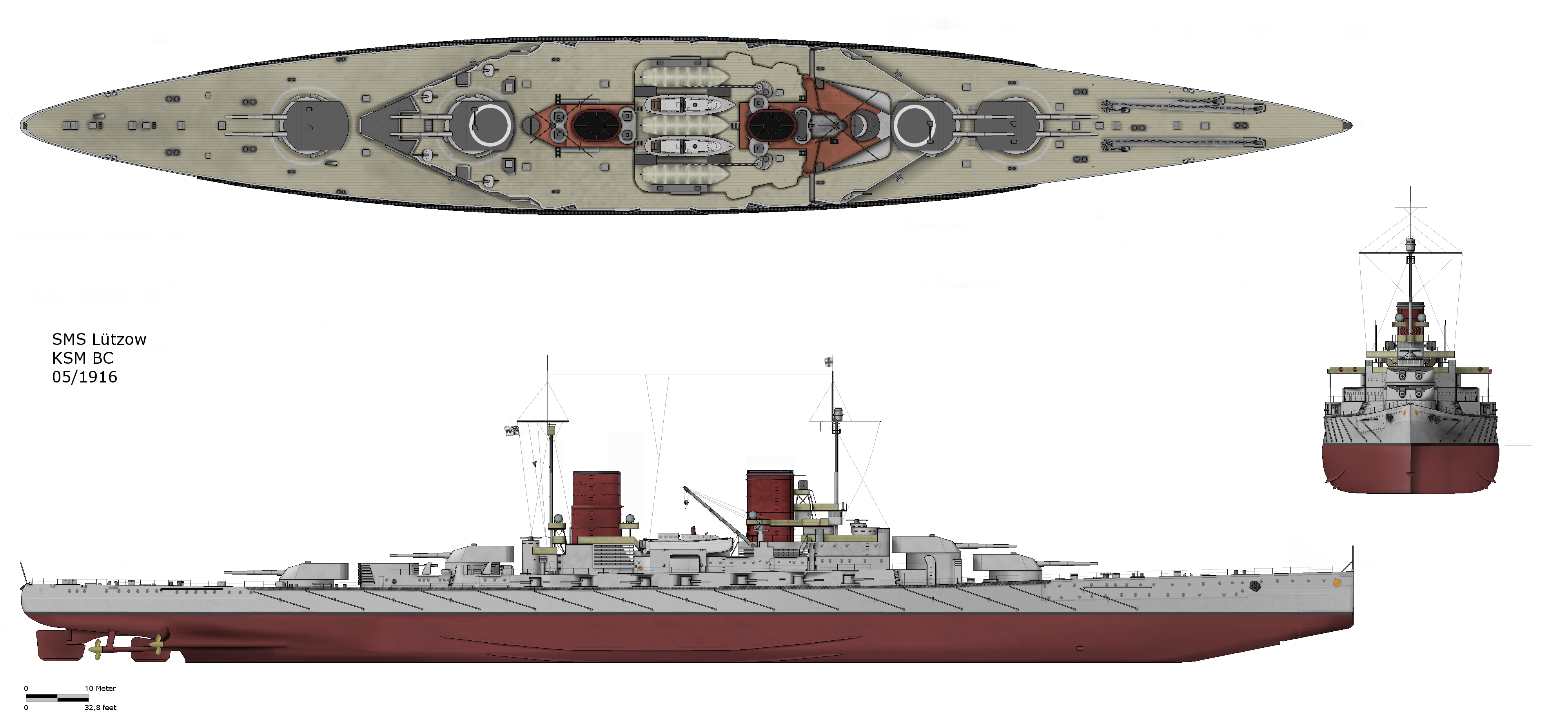
A Lützow felszereltsége és festési mintázata a skagerraki csata idején

Az I. felderítőcsoport 1916. május 31-én hajnali 02:00-kor futott ki a Jade-öbölből. Az élen Hipper zászlóshajója, a Lützow haladt, utána pedig a Derfflinger, a Seydlitz, a Moltke és a von der Tann következett. Csatlakozott hozzájuk a Boedicker parancsnoksága alatt lévő II. felderítőcsoport, amely a Frankfurt, Wiesbaden, Pillau és Elbing könnyűcirkálókból állt; ezenkívül a Regensburg cirkáló által irányított II., VI. és IX. torpedónaszád-flottillák összesen harminc naszádja.
Másfél órával később 16 dreadnought típusú csatahajóval követte őket a Reinhard Scheer által parancsnokolt Hochseeflotte, a német haditengerészet főereje. Őket kísérte a Stettin, a München, a Hamburg, a Frauenlob és a Stuttgart könnyűcirkálókból álló IV. felderítőcsoport és a Rostock könnyűcirkáló által irányított I., III., V., és VII. flotilla 31 torpedónaszádja. A hat pre-dreadnought csatahajóból álló II. csatahajóraj 02:45-kor indult az Elba torkolatából és 5:00-kor találkozott a főerővel. A német akció célja az volt, hogy megpróbálja előcsalni a brit flotta egy kisebb részét, és utána megsemmisítse azt.

#### Kezdeti összecsapások

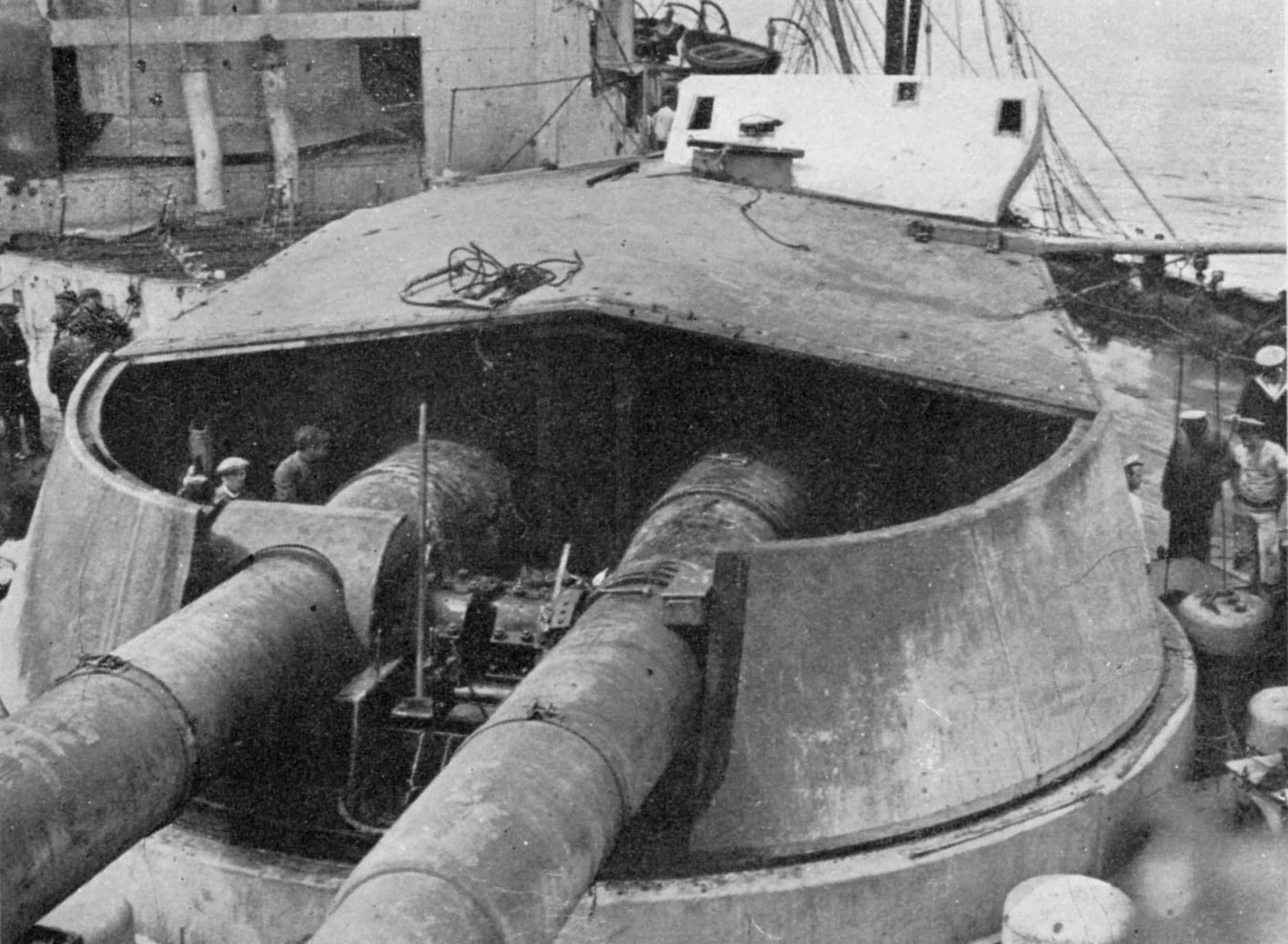
A brit Lion csatacirkáló kilőtt „Q” jelű lövegtornya a skagerraki csata után

Valamivel délután négy óra előtt Hipper hajói találkoztak David Beatty altengernagy 1. csatacirkálórajával. 16:00-kor Hipper tűzparancsot adott ki a Lützow-ról, melynek értelmében minden német hajónak a sorban vele megegyező brit csatacirkálóra kellett tüzet nyitnia. A Lützow-nak a brit csatasor élén haladó zászlóshajó,  a Lion jutott. A német hajók így elsőként nyitottak tüzet mintegy 14 km-es távolságból. Válaszul a britek is hamarosan tüzet nyitottak hasonló leosztást követve, de a Lion mellett a mögötte haladó Princess Royal is a Lützow-ra koncentrálta tüzét. A távmérők kezelőinek hibája miatt az első brit sortüzek gránátjai másfél kilométerrel a német hajók mögött estek a tengerbe. A Lützow 16:51-re kétszer is eltalálta ellenfelét, de nem sikerült komoly károkat okoznia benne. Kilenc perccel később a Lion is célba talált, de a német hajó elülső részét érő gránát szintén nem okozott jelentős sérülést. Szinte ugyanekkor a Lützow egyik 30,5 mm-es lövedéke telibe találta a Lion középső, „Q” jelű lövegtornyát, és felrobbantotta a benne tárolt muníciót. A toronyparancsnok, Francis Harvey őrnagy elrendelte a lőszerraktár azonnali elárasztását, amivel valószínűleg megmentette a hajót a pusztulástól; fél órával később a toronyban tomboló tűz átterjedt az alatta lévő átrakodó helyiségre, ami közvetlenül a lőszerraktár fölött volt. Az itt tárolt kivetőtöltetek lángra kaptak, és ha alatta a lőszerraktár korábban nincs elárasztva, úgy a tűz átterjedt volna ide és a gránátok robbanása szétvetette volna a brit hadihajót.
17:03-kor a leghátsó brit csatacirkálót, a Indefatigable-t a von der Tann  többször is eltalálta, aminek következtében kigyulladtak elülső lőszerraktárai, és a robbanás kettészakította a hajót. Röviddel ezután a Lützow is elért több találatot a Lionon, de nem sikerült nagy károkat okoznia. A Lützow tüzértisztje, Günther Paschen később megbánta, hogy ekkor nem páncéltörő lövedékekkel lövetett, mivel véleménye szerint ezekkel már az első 19 percben végezhettek volna a brit zászlóshajóval. A Lützow az eddig leadott 31 sortűzével hat találatot ért el a Lionon és a kedvezőtlen lőszerválasztás ellenére is arra kényszerítette a brit zászlóshajót, hogy ideiglenesen kiváljon a csatasorból. 17:10 és 17:16 között a Lützow ismét a Liont lőtte, bár a tüzérei a kissé ködös időben tévesen úgy hitték, ez alkalommal a Princess Royallal állnak szemben. Ez idő alatt a Princess Royal – mely a Lion mellett szintén a Lützow-t lőtte – két találatot ért el a Lützow-n. Az első találat a két elülső lövegtorony között robbant, a második a páncélövön. 17:24-kor a Lützow ismét a Liont lőtte és 30 másodperc alatt három újabb találatot ért el rajta.
Beatty admirális megpróbálta rendezni sorait, és utasította hajóit, hogy két vonásnyit (22,5°) térjenek ki jobbra, kissé eltávolodva ezzel a németektől. A manővert az időközben a helyszínre érkező 5. csatahajóraj Queen Elizabeth-osztályú egységei fedezték. A Seydlitznek és a Derfflingernek sikerült a forduló Queen Mary csatacirkálóra összpontosítania a tüzét, és szemtanúk szerint a két sortűzből legalább öt gránát eltalálta a brit hajót, amely felrobbant és kettészakadt. A Queen Mary pusztulása után a kísérő brit és német rombolók torpedótámadásokat intéztek egymás csatahajósorai ellen. A brit Nestor és Nicator rombolók összesen két-két torpedót lőttek ki a Lützow-ra, de mindegyik célt tévesztett. 17:34-kor a Lützow kilőtt egy torpedót a Tigerre, de nem talált célt. 17:57-kor a Lützow egy újabb találatot ért el a Lionon, ami után három újabb következett, melyek közül az egyik nagy tüzet okozott a másodlagos tüzérség hátulsó ütegénél.
18:00-ra a német főerő első hajói lőtávolba értek és tüzet nyitottak az ellenséges csatacirkálókra és csatahajókra.  18:13-kor a csatahajók egyik 380 mm-es lövedéke eltalálta a Lützow-t, két további találat érte 18:25-kor és 18:30-kor.  18:45-kor valószínűleg a Princess Royal által kilőtt egyik lövedék találta el. A Lützow tűz alatt tartotta az északi irányba visszaforduló brit csatacirkálókat, de ez idő alatt találatot nem ért el, legközelebb csak 19:05-kor találta el egy lövedéke a Liont. A Scheer vezette főerők becsatlakozása után, mikor még Beatty erőivel harcolt, a Lützow mindkét rádióadója megsérült, és ezután csak reflektorral tudott kommunikálni a többi hajóval.

#### A főerők harca
Nem sokkal 20:00 óra (19:00 GMT) után a Jellicoe tengernagy által előreküldött 3. csatacirkálórajt vezető Invincible sortüze mozgásképtelenné tette a Wiesbaden könnyűcirkálót. A német csatacirkálók északkelet felé fordulva bajba jutott társuk felé indultak. A legütőképesebb német csatahajókat tartalmazó III. csatahajóraj is megváltoztatta útirányát, és a Wiesbaden segítségére sietett. Ezzel egyidejűleg az angol III. és IV. könnyűcirkálórajok torpedótámadást intéztek a német vonalak ellen, és közben ágyúikkal ők is a Wiesbadent lőtték. Míg a megbénult cirkáló felé kanyarodtak, a brit Onslow és Acasta rombolók torpedókat lőttek ki a Lützow-ra, de nem találták el; a csatacirkáló ezután másodlagos lövegeivel háromszor is eltalálta az Onslow-t, mire az meghátrálni kényszerült. Röviddel rá az Acasta lőtt ki egy újabb torpedót a Lützow-ra, mely szintén nem talált. Ellenben a Lützow és a Derfflinger zárótüzet zúdított a támadóra és két találatot értek el rajta.
19:15-kor a német csatacirkálók észrevették a Defence brit páncélos cirkálót, amely szintén a Wiesbadent akarta támadni. Hipper először bizonytalankodott, úgy vélte, hogy az a német Rostock lehet az, de 19:16-kor Harder sorhajókapitány, a Lützow parancsnoka kiadta a tűzparancsot. A Lützow gyorstüzelésben öt sortüzet adott le, és a többi német csatacirkáló is csatlakozott hozzá a lövetésben. Alig öt perc leforgása alatt a Defence-t számos nagy kaliberű lövedék is eltalálta. Az egyik elérte a lőszerraktárát, és az ezután bekövetkező robbanásban a brit cirkáló megsemmisült.

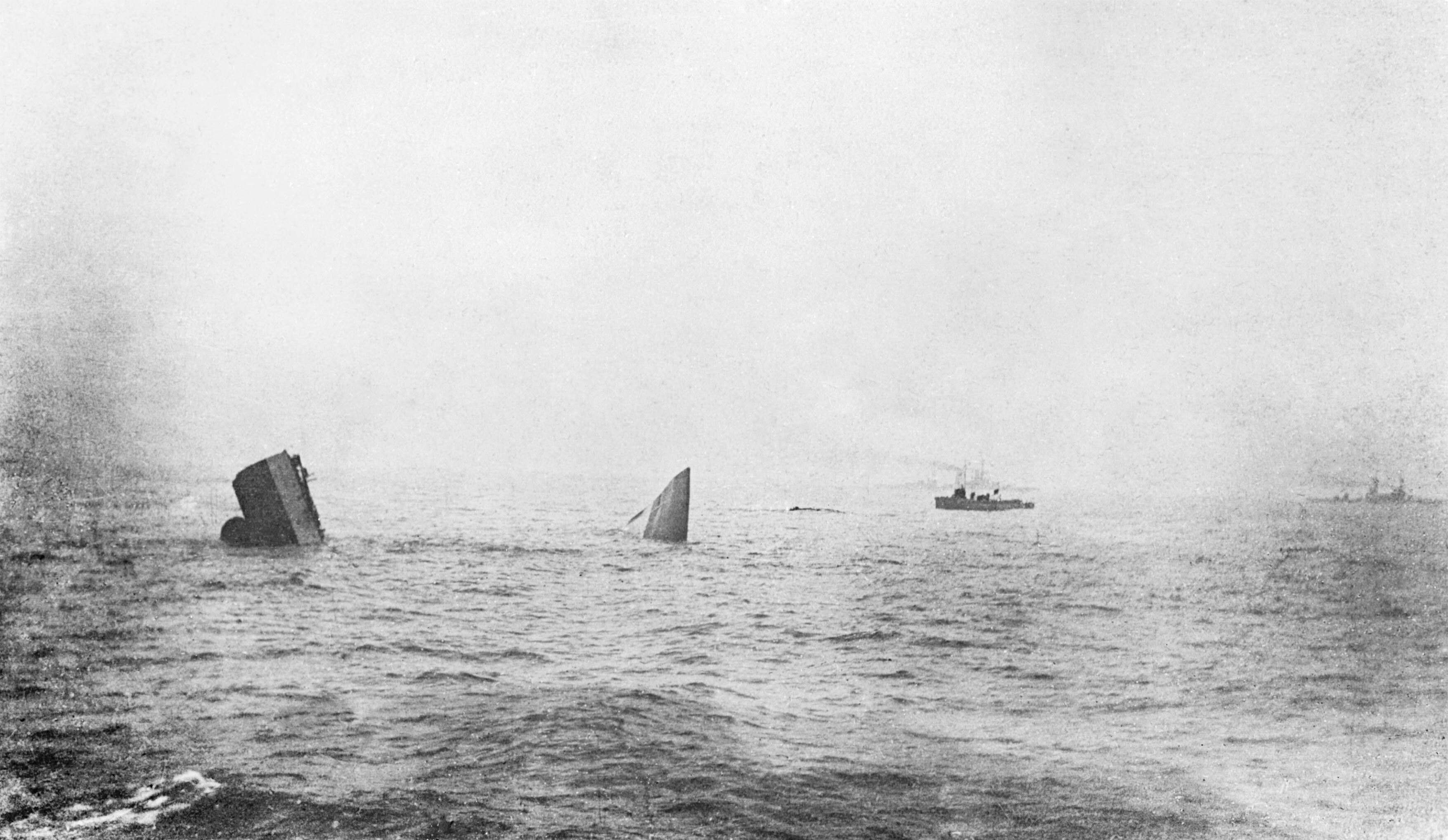
Az Invincible roncsai

Míg a németek a Defence-t lőtték, a Lion két találatot ért el a Lützow-n, melyek nagy tüzet okoztak. 19:24-kor az angol 3. csatacirkálóraj csatlakozott Beatty megmaradt hajóihoz. Az élen haladó hadihajók észrevették a Lützow-t és a Derfflingert, és tüzet nyitottak rájuk. Az Invincible nyolc perc alatt nyolcszor találta el a Lützow-t, főleg az orrán, és elsősorban ezek okozták azt a vízbetörést, ami miatt később el kellett süllyeszteni a csatacirkálót. A Lützow és a Derfflinger az Invincible-re koncentrálták válaszcsapásaikat, és 19:33-kor a Lützow harmadik sortüzének egy lövedéke átütötte a középső lövegtorony páncélzatát és felgyújtotta az ott tárolt lőszert; a brit hajó ezután hatalmas robbanások közepette eltűnt a tenger színéről. Ezt követően a Lützow-ra a brit csatacirkálók már nem nyitottak tüzet, bár az Invincible találatai közül kettő vízvonal alatti jelentős vízbetörést okozott.
19:30-ig a Hochseeflotte még csak a visszavonuló brit csatacirkálókat üldözte és nem találkozott a brit főerőkkel. Scheer fontolgatta, hogy elvonul, mielőtt a beálló sötétségben az ellenség váratlan torpedótámadásokat tud intézni ellene. Még nem hozta meg a döntést mikor az elöl haladó csatahajói meglátták a beérkező Grand Fleetet. Ez a fejlemény azt jelentette, hogy Scheer már nem vonulhatott vissza a lassú pre-dreadnought csatahajói feláldozása nélkül. Ha a modern hadihajóival akarta volna fedezni a visszavonulásukat, akkor azokat tette volna ki a számbeli és helyzeti fölényben lévő britek tűzének. Scheer tengernagy végül 16 vonással (180) való egyidejű jobbra kanyarodást rendelt el az egész formáció számára, hogy az elavult hajók a csatarend védett oldalára kerülhessenek.

#### ALützowkiválása a harcrendből
A többi csatacirkáló követte a parancsot, azonban a lelassult Lützow nem volt képes lépést tartani velük. Ehelyett inkább délnyugatnak fordult, hogy eltávolodjon az ellenséges erőktől. 20:00-ra a betörő víz elérte az első lövegtorony lőszerraktárát. A víz elől a torony legénysége felvitte a gránátokat az ágyúk alatti kamrába, annyit amennyi csak odafért. Valamivel korábban, 19:50-kor Andreas Michelsen sorhajókapitány (Kommodore), a Rostock parancsnoka az I. félflottilát a Lützow kíséretére küldte. A G 39 naszád a csatacirkáló mellé állt, hogy Hipper és törzsének tisztjei átszállhassanak egy másik csatacirkálóra. A V 45 és G 37 naszádok füstfüggönnyel próbálták eltakarni a sérült csatacirkálót, de még mielőtt befejezhették volna, 20:15-kor gyors egymásutánban négy nagy kaliberű brit lövedék találta el a Lützow-t. Az egyik átütötte a második lövegtornyát és ideiglenesen üzemképtelenné tette azt. A felrobbanó gránát lángra lobbantott egy kivetőtöltetet, ami miatt a torony jobb oldali ágyúja tönkrement. Egy másik találat megrongálta a leghátsó torony elektromos vezérlését, és ezután már csak kézzel lehetett azt irányítani. Amíg Hipper tengernagy a G 39-en tartózkodott és át nem szállt a  Moltkéra, addig az I. felderítőcsoport parancsnokságát Johannes Hertog sorhajókapitány látta el. A Lützow 20:45-kor tüzelt utoljára, mikorra a kísérői által létrehozott mesterséges füstfelhő már teljesen eltakarta a brit hajók elől.
Amint az éjszaka beálltával a németek megkezdték a visszavonulást, a Lützow 15 csomós sebességgel megpróbált a hadrend mögött elhaladva annak védett oldalára kerülni, de nem tudta tartani a tempót, és 22:13-ra a flotta utolsó hajója is szem elől veszítette a súlyosan sérült csatacirkálót. Scheer abban bízott, hogy a beálló sötétségben és a ködben a Lützow  el tudja kerülni a brit felderítőket és elérheti valamelyik német kikötőt. 21:30-kor a Lützow kezdett egyre mélyebbre merülni, és a hullámok kezdték elérni az elülső fedélzetét és a víz beömlött a fő páncélzat felett a hajótestbe, ami súlyos problémát jelentett.

#### ALützowelsüllyesztése
Éjfél körül még volt remény, hogy a sérült hajó elérhet egy kikötőt. 00:45-ig még képes volt 7 csomóval haladni, de egyre több víz ömlött a hajó belsejébe. Időnként le kellett lassítania 3 csomóra, hogy ezzel csökkentse a torpedókamra hátsó vízzáró falára nehezedő nyomást, de az irányító karok megakadása miatt az elülső fő szivattyúk működésképtelenné váltak. 
Hajnali 01:00-re túl sok víz jutott már be a hajótestbe ahhoz, hogy a szivattyúk megküzdhessenek vele. A tengervíz behatolt az elülső generátorhelyiségekbe, így a legénység ezután gyertyafénynél dolgozott. 01:30-ra a Lützow orra olyannyira megsüllyedt, hogy a víz már betört az elülső kazánházba. Ekkor már a hajó elülső része – a fő páncélfedélzet alatti helyiségek egészen a parancsnoki torony magasságig – teljesen víz alatt voltak. A víz a legelső barbetták előtti felső részek többségét is elöntötte. A legénység három alkalommal is megpróbálta befoltozni a hajóorr páncélfedélzet feletti részén a lövedékek okozta réseket, melyeken át szintén bejutott a víz, de ahogy a hajó egyre mélyebbre süllyedt, a víz elárasztotta a fedélzetet és lehetetlenné tette a munkát.

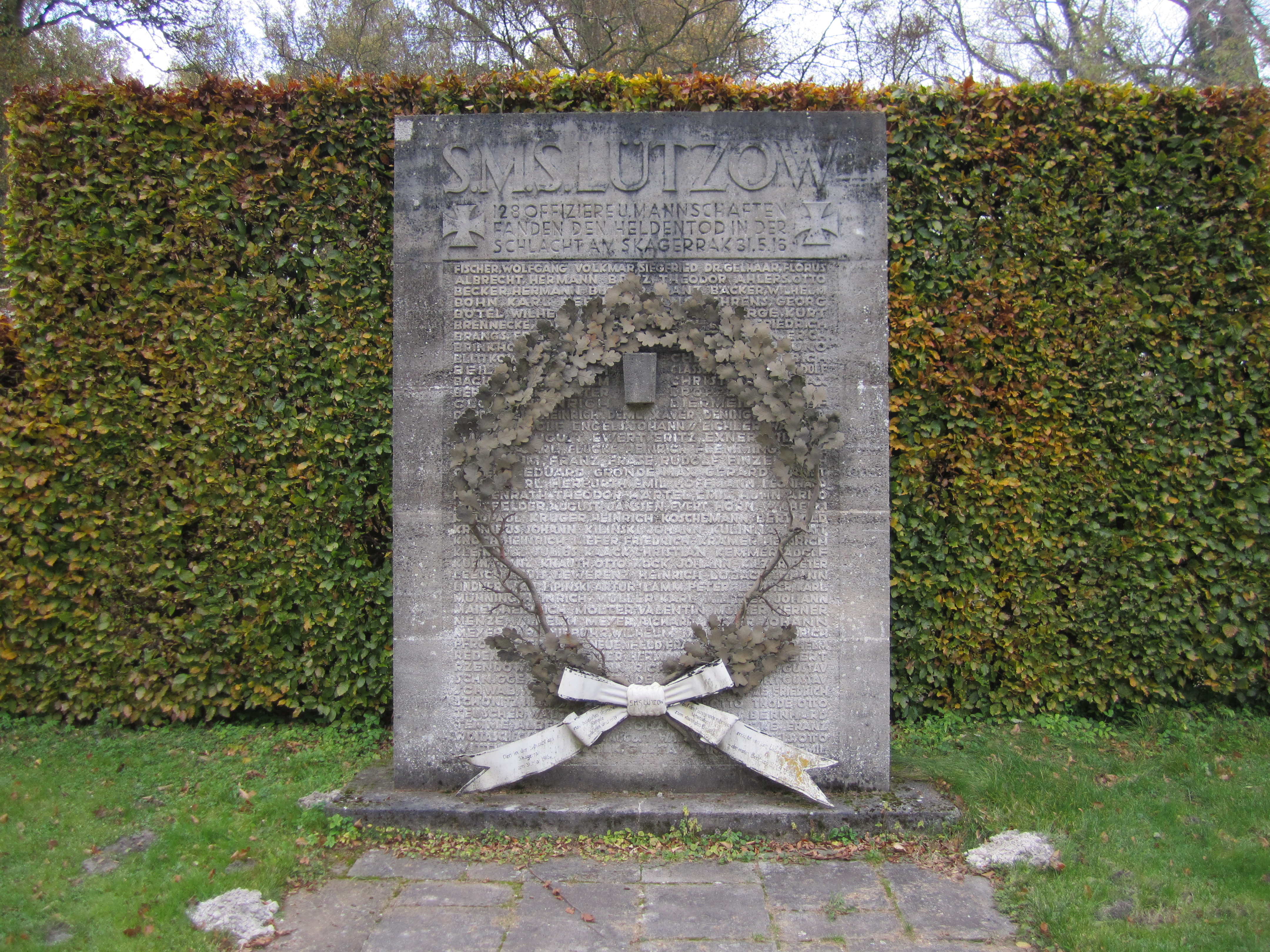
A Lützow elesetteinek emlékműve Wilhelmshavenben

A hajóorr tehermentesítése céljából megpróbálkoztak a hátramenettel, de idővel a Lützow orra olyannyira mélyre került, hogy a hajócsavarjai részben kiemelkedtek a vízből, ezért fel kellett hagyni ezzel a próbálkozással. A hajó merülése az orránál ekkorra már 17 méterre nőtt.
Becslések szerint 2:20-kor már 8000 tonnányi víz került a hajóba, és egyre nagyobb volt a veszélye, hogy átfordul, ezért Harder sorhajókapitány kiadta a parancsot a Lützow elhagyására. A G 37, G 38, G 40 és V 45 torpedónaszádok a süllyedő csatacirkáló mellé álltak és fedélzetükre vették a legénységét. Hat ember a hajóorr egyik helyiségében rekedt és nem lehetett őket megközelíteni. 02:45-re a Lützow a hídjáig merült a tengerbe. A G 38 két torpedót lőtt ki rá, és két perccel később a Lützow teljesen elmerült a hullámokban. Elsüllyedésének helye kb. 60 km-re volt északnyugatra a Horns Rev zátonyától, az é. sz. 56° 15′, k. h. 5° 53′56.250000°N 5.883333°E becsült koordinátán.
A skagerraki csata során a Lützow kb. 380 lövedéket lőtt ki a fő tüzérségével és 400-at másodlagos ágyúiból, valamint kilőtt két torpedót. Összesen 24-szer találták el nagy kaliberű lövedékekkel. Az ütközetben 115 tengerésze halt meg és 50 sebesült meg. Nagyobb veszteséget élőerőben csak a testvérhajója szenvedett el: a Derfflingeren 157-en vesztették életüket és 26-an megsebesültek meg.
2015-ben mareográf kihelyezése közben a környék tengerfenekét felmérő brit Echo mérőhajó pontos 3D-képet produkált a roncs elhelyezkedéséről. A keresés közben a hajó szonárja rátalált a csatacirkálóra mintegy nyolc mérföldre a legutolsó feljegyzett pozíciójától. Az Echo szonárképeket készített a hadisírnak minősülő maradványokról.

## Fordítás
- Ez a szócikk részben vagy egészben  a   SMS Lützow című angol Wikipédia-szócikk ezen változatának fordításán alapul.  Az eredeti cikk szerkesztőit annak laptörténete sorolja fel. Ez a jelzés csupán a megfogalmazás eredetét és a szerzői jogokat jelzi, nem szolgál a cikkben szereplő információk forrásmegjelöléseként.